# Vachellia farnesiana
Vachellia farnesiana (Engels: Sweet Acacia) is een plantensoort uit de vlinderbloemenfamilie (Leguminosae/Fabaceae). Het is een kleine bladverliezende struik of boom met een brede en lage kroon. De boom kan een groeihoogte bereiken van 2 tot 7 meter. De boom heeft een korte kromme stam, waaraan vele stekelige takken groeien. De schors is grijsbruin van kleur en kan zowel glad als geschubd zijn. De bloemen zijn geel van kleur en zeer geurig. Ze staan in groepjes van 50 of meer in bolvormige hoofdjes. De vruchten zijn groene sigaarvormige rechte peulen die bij rijpheid zwart of donkerbruin verkleuren.
De soort komt voor in de (sub)tropische delen van Noord-Amerika, Centraal-Amerika, het Caraïbisch gebied en Zuid-Amerika. Hij groeit daar op droge zandgronden in pijnboombossen, in geïsoleerde boomgroepen op vlaktes en in verstoorde omgevingen. De soort kan onderdeel uitmaken van ondoordringbaar struikgewas. De soort werd geïntroduceerd in Europa, het Midden-Oosten, India en Afrika.
Delen van de boom worden geoogst als bron van voedsel, medicijnen en grondstoffen. Zo wordt uit de bloemen een etherische olie gewonnen die gebruikt wordt als smaakmaker in levensmiddelen. Verder levert de boom een gom van lage kwaliteit die verwerkt wordt in snoep. De bladeren hebben een zure smaak en kunnen worden gebruikt als vervanger van tamarinde (Tamarindus indica) in chutneys.
De schors wordt gebruikt bij de behandeling van hoest. De gomachtige wortels worden gekauwd als behandeling tegen keelpijn. Een afkooksel van de wortel wordt gebruikt als middel tegen tuberculose en een afkooksel van de gom van de stam wordt gebruikt bij de behandeling van diarree. De bloemen worden toegevoegd aan een zalf, die op het voorhoofd wordt gewreven om hoofdpijn te behandelen. Van de bladeren wordt een afkooksel gemaakt om zweren te wassen en te behandelen. 
De bloemen worden gebruikt in de parfumerie. Zo wordt er uit de bloemen een hoogwaardige etherische olie gedestilleerd, Cassie geheten. Door middel van enfleurage wordt uit de bloemen een pommade verkregen en doormiddel van extraheren met behulp van oplosmiddelen een concrète. Deze beide producten worden gebruikt bij de bereiding van viooltjesparfums. Verder wordt er van de etherische olie en de concrète een absolue gemaakt die verwerkt wordt in hoogwaardige parfums. 
In de Indiase deelstaten Uttar Pradesh en Punjab worden geurige parfumpommades gemaakt met een intense viooltjesgeur. De bloemen worden in gesmolten en gezuiverd natuurlijk vet geplaatst, waarin ze enkele uren blijven trekken. Vervolgens worden ze vervangen door verse bloemen en dat wordt herhaald totdat het vet verzadigd is met de bloemengeur. Het vet wordt vervolgens gesmolten, gezeefd en afgekoeld, waarna de pommade gevormd is.

## Synoniemen
- Acacia farnesiana (L.) Willd.
- Mimosa farnesiana L.
- Poponax farnesiana (L.) Raf.
- Vachellia farnesiana f. typica Speg.